# Îles Caïmans aux Jeux olympiques d'été de 2012
Les îles Caïmans participent aux Jeux olympiques d'été de 2012 à Londres (Royaume-Uni), du 27 juillet au 12 août de cette même année, pour la 9e fois lors de Jeux d'été.

## Athlétisme
Les athlètes des îles Caïmans ont jusqu'ici atteint les minima de qualification dans les épreuves d'athlétisme suivantes (pour chaque épreuve, un pays peut engager trois athlètes à condition qu'ils aient réussi chacun les minima A de qualification, un seul athlète par nation est inscrit sur la liste de départ si seuls les minima B sont réussis),.
Hommes
| Athlète       | Épreuve          | Séries   | Séries | Quarts de finale | Quarts de finale | Demi-finales | Demi-finales | Finale   | Finale |
| Athlète       | Épreuve          | Résultat | Rang   | Résultat         | Rang             | Résultat     | Rang         | Résultat | Rang   |
| ------------- | ---------------- | -------- | ------ | ---------------- | ---------------- | ------------ | ------------ | -------- | ------ |
| Ronald Forbes | 110 mètres haies | 14.21    | 43     | NC               | NC               | -            | -            | -        | -      |
| Kemar Hyman   | 100 mètres       | exempt   | exempt | 10.16            | 17               | DNS          | -            | -        | -      |

Femmes
| Athlète             | Épreuve    | Séries   | Séries | Quarts de finale | Quarts de finale | Demi-finales | Demi-finales | Finale   | Finale |
| Athlète             | Épreuve    | Résultat | Rang   | Résultat         | Rang             | Résultat     | Rang         | Résultat | Rang   |
| ------------------- | ---------- | -------- | ------ | ---------------- | ---------------- | ------------ | ------------ | -------- | ------ |
| Cydonie Mothersille | 200 mètres | DNS      | -      | NC               | NC               | -            | -            | -        | -      |

## Natation
Les nageurs des îles Caïman ont jusqu'ici atteint les minima de qualification dans les épreuves suivantes (au maximum 2 nageurs peuvent être qualifiés s'ils ont réussi les minima olympiques et un seul nageur pour les minima propres à chaque sélection),.
| Athlète       | Épreuve          | Séries  | Séries | Demi-finales | Demi-finales | Finale | Finale |
| Athlète       | Épreuve          | Temps   | Rang   | Temps        | Rang         | Temps  | Rang   |
| ------------- | ---------------- | ------- | ------ | ------------ | ------------ | ------ | ------ |
| Brett Fraser  | 50 m nage libre  | 22.91   | 32     | -            | -            | -      | -      |
| Brett Fraser  | 100 m nage libre | 48.54   | 6      | 48.92        | 15           | -      | -      |
| Brett Fraser  | 200 m nage libre | 1:47.74 | 14     | 1:47.01      | 12           | -      | -      |
| Shaune Fraser | 100 m nage libre | 48.99   | 16     | 49.07        | 16           | -      | -      |
| Shaune Fraser | 200 m nage libre | 1:48.53 | 20     | -            | -            | -      | -      |